# فلم تجريبي

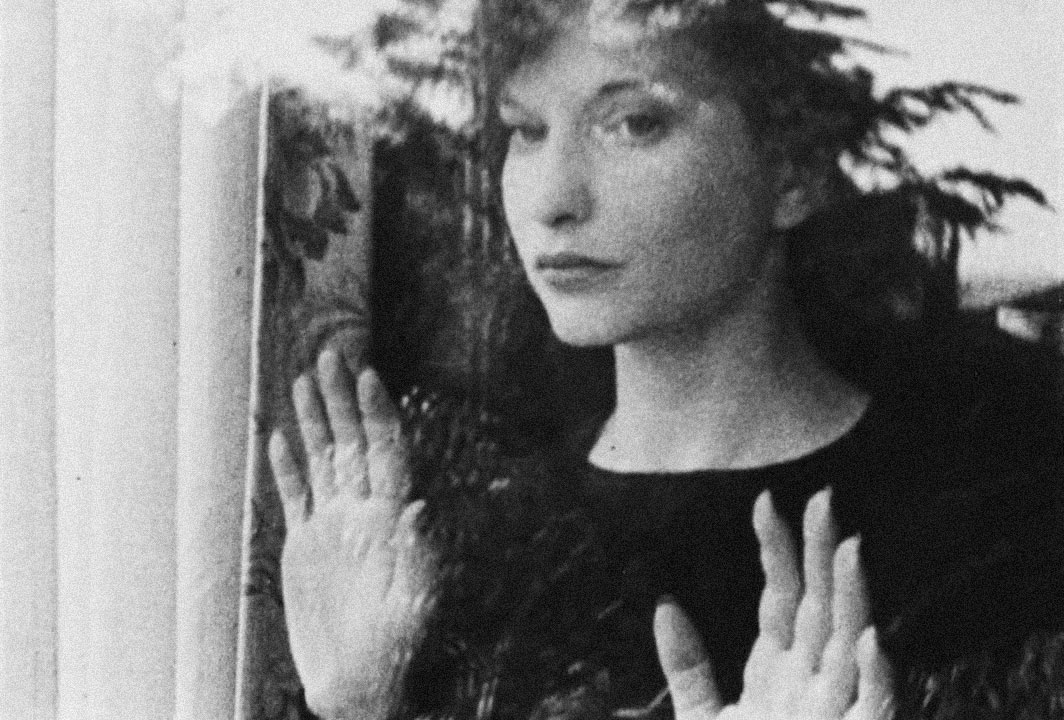

فيلم تجريبي أو سينما تجريبية أو سينما طليعية هو أسلوب فني في صناعة الأفلام يدمج بين الفنون البصرية والسينما التقليدية، وذلك بهدف تقييم الاتفاقيات السينمائية بدقة واستكشاف الأشكال غير السردية وبدائل الرواية التقليدية أو أساليب العمل، فهو فن في حد ذاته ظهر منذ سنة 1920 لا يتبع قواعد محددة سلفا وينمو على هامش صناعة ونظام التجارة الفني، يتميز في كثير من الأحيان برموزه التعبيرية الخاصة، وطرق توزيعها.
في حين تُوزع بعض الأفلام التجريبية من خلال القنوات الرئيسية أو حتى تُنتج داخل الاستوديوهات التجارية، فقد أنتج الغالبية العظمى بميزانيات منخفضة للغاية مع الحد الأدنى من الطاقم أو شخص واحد وتُمول أو تُدعم من خلال منح صغيرة.
يبدأ صانعو الأفلام التجريبية عمومًا كهواة، ويستخدم بعضهم الأفلام التجريبية كنقطة انطلاق في صناعة الأفلام التجارية أو ينتقلون إلى مناصب أكاديمية. عادةً ما يكون الهدف من صناعة الأفلام التجريبية هو تقديم الرؤية الشخصية للفنان، أو تعزيز الاهتمام بالتكنولوجيا الجديدة بدلاً من الترفيه أو توليد الدخل، كما هو الحال مع الأفلام التجارية.

## التعريف
يصف المصطلح مجموعة من أساليب صناعة الأفلام التي تختلف بشكل عام تمامًا عن ممارسات صناعة الأفلام الوثائقية والتجارية السائدة وغالبًا ما تتعارض معها. تُستخدم الطليعية أيضًا، للأفلام التي صُورت في العشرينيات في مجال تيارات التاريخ الطليعية في فرنسا أو ألمانيا أو روسيا، لوصف هذا العمل، واستُخدم أندرجراوند في الستينيات، على الرغم من أن له أيضًا دلالات أخرى. يسود اليوم مصطلح السينما التجريبية لأنه من الممكن صناعة أفلام تجريبية بدون وجود أي حركة طليعية في المجال الثقافي.
بينما تغطي التجريبية نطاقًا واسعًا من الممارسات، غالبًا ما يتميز الفيلم التجريبي بغياب السرد الخطي، واستخدام تقنيات تجريدية متنوعة؛ خارج نطاق التركيز أو الرسم أو الخدش على الفيلم، والتحرير السريع - واستخدام الصوت غير المتناغم أو حتى عدم وجود أي مسار صوتي. غالبًا ما يكون الهدف هو وضع المشاهد في علاقة أكثر نشاطًا واهتمامًا مع الفيلم. على الأقل خلال الستينيات، وإلى حد ما بعد ذلك، اتخذت العديد من الأفلام التجريبية موقفًا معارضًا تجاه الثقافة السائدة.
تصنع معظم هذه الأفلام بميزانيات منخفضة للغاية، أو ممولة ذاتيًا أو ممولة من خلال منح صغيرة، مع طاقم من الحد الأدنى أو، غالبًا طاقم من شخص واحد فقط، هو صانع الفيلم. جادل بعض النقاد بأن الكثير من الأفلام التجريبية لم تعد في الواقع تجريبية ولكنها أصبحت في الواقع نوعًا من الأفلام السائدة. تحدد العديد من سماته الأكثر نموذجية -مثل المقاربات غير السردية أو الانطباعية أو الشعرية لبناء الفيلم- ما يُفهم عمومًا على أنه تجريبي.

## تاريخ الطليعية الأوروبية

### البدايات
شرطان جعلا أوروبا في عشرينيات القرن الماضي جاهزة لظهور فيلم تجريبي. أولاً، نضجت السينما كوسط، وبدأت المقاومة العالية للترفيه الجماعي في التلاشي. ثانيًا، ازدهرت الحركات الطليعية في الفنون البصرية. اتجه الدادائيون والسرياليون على وجه الخصوص إلى السينما. أخذ فيلم رينيه كلير إينتراكات (1924) الذي يضم فرانسيس بيكابيا ومارسيل دوشامب ومان راي، مع موسيقى إريك ساتي، الكوميديا الجنونية إلى مستوى غير مسبوق.
ساهم الفنانون هانز ريختر وجان كوكتو ومارسيل دوشامب وجيرمين دولاك وفايكنج إيجلنج جميعًا في إنتاج أفلام الدادئيين/السرياليين القصيرة. أنتج فرناند ليجر ودودلي مورفي ومان راي فيلم باليه ميكانيك (1924)، والذي يوصف أحيانًا بأنه دادائي أو كوبيست أو مستقبلي. ابتكر دوشامب فيلم  أنيميك سينما التجريدي (1926).
أخرج ألبرتو كافالكانتي رين كي ليزور (1926) وأخرج فالتر روتمان برلين: سيمفونية مدينة حديثة (1927) وصوّر زيغا فيرتوف فيلم رجل بكاميرا أفلام (1929)، وأفلام سيمفونيات المدينة التجريبية في لباريس وبرلين وكييف، على التوالي.
يُعتبر الفيلم التجريبي الأكثر شهرة بشكل عام هو فيلم لويس بونويل وسلفادور دالي آن شين أندالو (1929). أفلام الرسوم المتحركة القصيرة لهانس ريختر، والأفلام التجريدية لأوسكار فيشينغر ، وأفلام لين لي كانت أمثلة ممتازة لأفلام الطليعية الأوروبية الأكثر تجريدية.

### فرنسا
من خلال العمل في فرنسا، مولت مجموعة أخرى من صانعي الأفلام الأفلام من خلال الرعاية وتوزيعها من خلال نوادي السينما، ومع ذلك كانت أفلامًا روائية غير مرتبطة بمدرسة طليعية. أطلق الباحث السينمائي ديفيد بوردويل عليهم لقب الانطباعيين الفرنسيين، ومن بينهم أبيل جانس وجان إبستين ومارسيل ليربير وديميتري كيرسانوف. تجمع هذه الأفلام بين التجريب السردي والتحرير الإيقاعي والعمل المصور والتركيز على ذاتية الشخصية.
في عام 1952 ، تسببت حركة الخطابيين الطليعية في فرنسا في أعمال شغب في مهرجان كان السينمائي، عندما عُرض فيلم إيسيدور إيسو المعروف باسم السم والخلود. بعد انتقادهم لتشارلي شابلن في المؤتمر الصحفي لعام 1952 في باريس من أجل فيلم شابلن أضواء المسرح، كان هناك انقسام داخل الحركة. استمر الخطابيون في إحداث اضطرابات عندما أعلنوا عن وفاة السينما وأظهروا تقنياتهم الجديدة في التصوير الفائق. المثال الأكثر شهرة هو فيلم جاي ديبورد عواء لصالح دي ساد 1952.

### الاتحاد السوفيتي
وجد صانعو الأفلام السوفييت أيضًا نظيرًا للرسم والتصوير الحداثيين في نظرياتهم عن المونتاج. كانت أفلام زيغا فيرتوف وسيرجي آيزنشتاين وليف كوليشوف وألكسندر دوفجينكو وسيفولود بودوفكين مفيدة في تقديم نموذج بديل عن النموذج الذي عرضته هوليوود الكلاسيكية. على الرغم من أنها ليست أفلامًا تجريبية في حد ذاتها، فقد ساهمت في لغة الفيلم الطليعية.

## الطليعية الأمريكية ما قبل الحرب وما بعد الحرب: ولادة السينما التجريبية
كان للولايات المتحدة بعض الأفلام الرائدة قبل الحرب العالمية الثانية، مثل مانهاتا (1921) لتشارلز شيلر وبول ستراند، وحياة وموت 9413: هوليوود إكسترا (1928) لسلافكو فوركابيتش وروبرت فلوري. ومع ذلك، كان جزء كبير من ثقافة الأفلام التجريبية قبل الحرب يتكون من فنانين يعملون، غالبًا في عزلة، في مشاريع الأفلام. أخرج الرسام إيملين إيتينج (1905-1993) أفلام رقص في أوائل الثلاثينيات من القرن الماضي تعتبر تجريبية. قدم الفنان التجاري والرسام دوغلاس كروكويل في صحيفة ساترداي مورنينغ بوست (1904-1968) رسوم متحركة بنقاط من الطلاء مضغوطة بين ألواح زجاجية في الاستوديو الخاص به في غلينس فولس بنيويورك.
في روتشستر ، نيويورك ، أخرج الطبيب والمُحسِن جيمس سيبلي واتسون وملفيل ويبر سقوط منزل آشر (1928) وأرض في سودوم (1933). أنتج كل من هاري سميث وماري إلين بوت والفنان جوزيف كورنيل وكريستوفر يونغ العديد من الأفلام التجريبية المتأثرة بأوروبا. تأثر كل من سميث وبوت بأوسكار فيشينغر، وكذلك العديد من رسامي الرسوم المتحركة والمخرجين الطليعيين. في عام 1930 ظهرت مجلة السينما التجريبية لأول مرة مع الكلمتين المتصلين مباشرة دون أي مسافة بينهما. كان المحررون لويس جاكوبس وديفيد بلات. في أكتوبر 2005، جرى استعادة مجموعة كبيرة من الأفلام في ذلك الوقت وإعادة إصدارها على قرص DVD ، بعنوان سينما لم تُرَ من قبل: الفيلم الطليعي الأمريكي المبكر 1894-1941.
مع سلافكو فوركابيتش، أصدر جون هوفمان قصيدتين بصريتين، مزاج البحر (المعروف أيضًا باسم كهف فينجال، 1941) وحفيف الغابة (1947). اتُخذ الفيلم الأول لفيلم مقدمة هيبريدس لفيليكس ميندلسون ورُمِم في عام 2004 من قبل خبير حفظ الأفلام ديفيد شيبرد.